# Il grattacielo tragico
Il grattacielo tragico (The Dark Corner) è un film del 1946 diretto da Henry Hathaway e interpretato da Lucille Ball e Clifton Webb.

## Trama
Brad Galt, un ex investigatore privato finito ingiustamente in prigione a causa del suo socio Tony Jardine, si ritrova solo dopo aver scontato la pena, fatta eccezione per la sua fedele segretaria Kathleen, innamorata segretamente di lui. Quando l'ex partner di Galt, Tony Jardine, entra in affari con la ricca Mari Cathcart e lei se ne innamora, il marito di quest'ultima, un individuo senza scrupoli che ama collezionare opere d'arte, ne trama l'uccisione, ordendo nel contempo un complotto per far ricadere su Galt, che poteva avere l'interesse a vendicarsi, la colpa di tutto. Sarà solo grazie all'aiuto di Kathleen che Galt riuscirà a discolparsi della ragnatela ordita contro di lui.